# Nawojka
Nawojka (pronunție: [naˈvɔi̯ka]) a fost o femeie poloneză semilegendară care a trăit în Evul Mediu despre care se crede că s-ar fi deghizat în băiat pentru a studia la Universitatea Jagiellonă în secolul al XV-lea. A devenit mai târziu călugăriță. Este considerată prima studentă și prima profesoară din Polonia.

## Legendă
Povestea ei a fost spusă pentru prima dată de abatele Martin de Leibitz (d. 1464) în Viena în 1429. Există câteva versiuni diferite ale legendei.
Potrivit unei versiuni, a fost fiica unui profesor într-o școala-biserică din Gniezno, școlită de tatăl ei care a decis să-i continue studiile prin orice mijloace. Potrivit altei versiuni, a moștenit o avere când a rămas orfană. În altă variantă a legendei, a venit din Dobrzyń nad Wisłą. În orice caz, s-a înscris la Universitatea Jagiellonă sub numele de Andrzej (sau Jakub). La acea vreme era interzis ca femeile să urmeze cursuri universitare.
Nawojka a pacălit pe toată lumea și a studiat timp de doi ani, făcându-și un nume ca mare savant și un student serios. Potrivit unei posibile adiții ulterioare la legendă, i-a fost oferită slujbă de asistent de casă de către unul dintre profesori, dar a refuzat deoarece, pe atunci, servitorii își însoțeau stăpânii în baia publică.
Într-o zi, s-a descoperit că era femeie. Aici apar diferențe între versiuni: potrivit uneia, doi soldați au pus pariu că studentul care trecea pe lângă ei era, de fapt, femeie și au expus-o; potrivit altei variante, a fost descoperită de fiul unui wójt din Gniezno care s-a înscris la universitate; potrivit unei a treia variante, s-a îmbolnăvit și doctorul care a examinat-o a aflat adevărul.
Când a fost adusă în fața autorităților pentru a explica de ce s-a deghizat, ea a răspuns simplu: „Pentru voința de a învăța”. Când i-au interogat colegii și profesorii nu au găsit pe nimeni care să o acuze de purtare imorală. Nu a fost condamnată pentru nicio crimă, dar judecătorii nu au vrut să o achite în totalitate. Potrivit lui Martin de Lebitz, ea a cerut să fie dusă la o mănăstire. Și-a făcut jurămintele și a devenit profesoară la școala mănăstirii și, în final, stareță. 
Legenda poate fi sau nu fi adevărată. Unii istorici spun că, dacă este adevărată, a studiat la universitate în anii 1407-1409.

## Moștenire
Universitatea Jagiellonă nu a acceptat femei până în 1897, și nu le-a permis să dețină poziții academice până în 1906. Primul cămin de fete al universității, deschis în 1936, a fost numit după Nawojka. O stradă din Kraków îi poartă de asemenea numele.